# 高雄大義宮
高雄鼓山大義宮，位於台灣高雄市鼓山區鼓山二路69巷22-1號，主祀文衡聖帝。

## 歷史由來
高雄鼓山大義宮分靈自澎湖縣西嶼鄉竹灣大義宮，是當地旅高澎湖鄉親的信仰中心，平日香火鼎盛。

## 祀神
高雄鼓山大義宮主祀文衡聖帝，同祀溫府三千歲、金府二千歲、柳府千歲、李府千歲、李府夫人、湄洲三媽，陪祀中壇元帥、福德正神、註生娘娘，配祀關平太子、周倉將軍

## 外部連結
- 高雄大義宮 Facebook （页面存档备份，存于）
- 大義宮—文化資源地理資訊系統 （页面存档备份，存于）
- 高雄大義宮- 微廟網-專業廟會微電影紀錄影片拍攝與討論 （页面存档备份，存于）